# Iljušin DB-3
Iljušin DB-3, (Дальний бомбардировщик - Dalnij Bombardirovščik - bombnik z dolgim dosegom) je bil sovjetski dvomotorni bombnik. Prvič je poletel leta 1935 in se je veliko uporabljal v 2. svetovni vojni. Na podlagi DB-3 so razvili bolj sposobnega Iljušin Il-4. Zgradili so 1528 DB-3 in okrog 5200 Il-4. Ob času prvega leta je bil eden izmed najbolj sposobnih dvomotornih bombnikov. 
V bombnem prostoru je imel prostora za 10 100-kilogramskih FAB-100 bomb. Na zunanjih nosilcih je lahko prevažal tudi težje bombe. Skupni bombni tovor je bil 2500 kg. Za samoobrambo je imel tri 7,62 mm ŠKAS strojnice. 

## Specifikacije (DB-3B)
Splošne značilnosti
- Posadka: 3
- Dolžina: 14,22 m (46 ft 8 in)
- Razpon kril: 21,44 m (70 ft 4 in)
- Višina: 4,19 m (13 ft 9 in)
- Površina kril: 65,6 m2 (706 sq ft)
- Teža praznega letala: 5.030 kg (11.089 lb)
- Bruto teža: 7.745 kg (17.075 lb)
- Maks. vzletna teža: 9.450 kg (20.834 lb)
- Pogon letala: 2 × Nazarov M-87 9-valjni zračnohlajeni bencinski zvezdasti motor, 709 kW (951 hp) vsak

Zmogljivost
- Maks. hitrost: 439 km/h (273 mph; 237 kn)
- Doseg: 3.800 km (2.361 mi; 2.052 nmi)
- Višina leta: 9.600 m (31.496 ft)
- Hitrost vzpenjanja: 6,93 m/s (1.364 ft/min)
- Obremenitev kril: 118 kg/m2 (24 lb/sq ft)
- Razmerje moč/teža: 0,18 kW/kg (0,11 KM/lb)

Oborožitev

- 3 × 7,62 mm ŠKAS strojnica
- 1 × 20 mm ŠVAK top
- Do 2500 kg (5500 lb) bomb